# 925
Năm 925 là một năm trong lịch Julius.